# Lazzaretto di Filadelfia
Il Lazzaretto di Filadelfia venne costruito alla fine del XVIII secolo nell'allora capitale degli Stati Uniti d'America.

## Storia
L'edificio venne edificato nel 1799 e fu il primo ospedale per la quarantena negli Stati Uniti d'America. Ispirandosi al primo lazzaretto costruito al mondo, quello sull'isola del Lazzaretto Vecchio nel XVI secolo a Venezia. Nel 1730 era già stata attivata una stazione di quarantena vicino a New York ma fu solo con le epidemie di febbre gialla che arrivarono nel 1790 che si decise di preparare una struttura dedicata al ricovero di questi pazienti da isolare. L'opera nacque quando Filadelfia ricopriva il ruolo di capitale provvisoria del Paese, con la presidenza di John Adams.

## Descrizione
Il complesso, che nel suo corpo principale si presenta come un'elegante struttura georgiana, fu costruito su una superficie di 10 acri e comprese un ospedale, gli uffici e varie residenze per il personale. Sorse sulle rive del fiume Delaware e rimane l'ultimo esempio su suolo statunitense di strutture dedicate a questo scopo.